# Fox Point
Fox Point – wieś w Stanach Zjednoczonych, w stanie Wisconsin, w hrabstwie Milwaukee.